# Acht-Nationen-Turnier U15
Das Acht-Nationen-Turnier U15 (englisch U15 Eight Nations) ist ein Badmintonwettbewerb für Jugendnationalmannschaften der Altersklasse U15. Es wird jährlich ausgetragen. Es nehmen die führenden europäischen Verbände teil, die das Turnier auch im Wechsel ausrichten. Bis 1996 fand das Turnier für die Altersklasse U14 statt, wobei bis 1983 weniger als acht Teams am Start waren. 1997 wurde die Altersgrenze um ein Jahr angehoben. Es findet mittlerweile jeweils ein Mannschaftsturnier und ein Einzelturnier statt, nachdem in den Anfangsjahren nur Teamwettbewerbe ausgetragen wurden.

## Platzierungen im Mannschaftsturnier
| Jahr      | Ort               | Land        | Datum       | 1.          | 2.          | 3.          | 4.          | 5.          | 6.          | 7.          | 8.             |
| --------- | ----------------- | ----------- | ----------- | ----------- | ----------- | ----------- | ----------- | ----------- | ----------- | ----------- | -------------- |
| 1977      | Rheine            | Deutschland | 25.-27.11.  | England     | Deutschland | Niederlande | Österreich  | -           | -           | -           | -              |
| 1978 1982 | keine Daten       | keine Daten | keine Daten | keine Daten | keine Daten | keine Daten | keine Daten | keine Daten | keine Daten | keine Daten | keine Daten    |
| 1983      | Northeim          | Deutschland | November    | England     | Schottland  | Deutschland | Niederlande | Belgien     | Österreich  | -           | -              |
| 1984      | Pressbaum         | Österreich  | November    | England     | Niederlande | Deutschland | Schottland  | Österreich  | Schweiz     | Belgien     | Polen          |
| 1985      | Poole             | England     | 23.-24.11.  | England     | Niederlande | Deutschland | Schottland  | Österreich  | Belgien     | Wales       | Schweiz        |
| 1986      | Arnheim           | Niederlande | 16.-19.11.  | England     | Deutschland | Schottland  | Niederlande | Österreich  | Wales       | Belgien     | Schweiz        |
| 1987      | Basel             | Schweiz     | 19.-22.11.  | England     | Deutschland | Niederlande | Schottland  | Dänemark    | keine Daten | keine Daten | keine Daten    |
| 1988      | keine Daten       | keine Daten | keine Daten | keine Daten | keine Daten | keine Daten | keine Daten | keine Daten | keine Daten | keine Daten | keine Daten    |
| 1989      | Largs             | Schottland  | November    | Dänemark    | Niederlande | England     | Deutschland | keine Daten | keine Daten | keine Daten | keine Daten    |
| 1990 1991 | keine Daten       | keine Daten | keine Daten | keine Daten | keine Daten | keine Daten | keine Daten | keine Daten | keine Daten | keine Daten | keine Daten    |
| 1992      | Neu-Anspach       | Deutschland | 20.-23.2.   | Niederlande | Dänemark    | England     | Deutschland | Schweden    | Schottland  | Frankreich  | Österreich     |
| 1993 1995 | keine Daten       | keine Daten | keine Daten | keine Daten | keine Daten | keine Daten | keine Daten | keine Daten | keine Daten | keine Daten | keine Daten    |
| 1996      |                   | Schweden    | keine Daten | keine Daten | keine Daten | keine Daten | keine Daten | keine Daten | keine Daten | keine Daten | Deutschland    |
| 1997      | Edinburgh         | Schottland  | 21.-24.2.   | Dänemark    | Deutschland | England     | Schweden    | Niederlande | Schottland  | Frankreich  | Österreich     |
| 1998      | Rouen             | Frankreich  | Februar     | Dänemark    | England     | Deutschland | Niederlande | Frankreich  | Schweden    | Schottland  | Wales          |
| 1999      | Langeskov         | Dänemark    | 18.-21.2.   | Dänemark    | Deutschland | England     | Niederlande | keine Daten | keine Daten | keine Daten | keine Daten    |
| 2000      | Blois             | Frankreich  | 17.-20.2.   | Dänemark    | Niederlande | Deutschland | England     | Schweden    | Frankreich  | Schottland  | Wales          |
| 2001      | Cardiff           | Wales       | 22.-25.2.   | Dänemark    | England     | Niederlande | Deutschland | Frankreich  | Schweden    | Schottland  | Wales          |
| 2002      | Enschede          | Niederlande | 20.-24.2.   | Dänemark    | England     | Deutschland | Niederlande | Schweden    | Schottland  | Frankreich  | Niederlande II |
| 2003      | Norwich           | England     | 19.-23.2.   | Dänemark    | Deutschland | Niederlande | England     | Frankreich  | Schweiz     | Schweden    | Schottland     |
| 2004      | Solingen          | Deutschland | 19.-22.2.   | England     | Deutschland | Dänemark    | Niederlande | Schweden    | Frankreich  | Belgien     | Schweiz        |
| 2005      | Stockholm         | Schweden    | 17.-20.2.   | Dänemark    | Niederlande | Deutschland | England     | Frankreich  | Belgien     | Schweiz     | Schweden       |
| 2006      | Fredericia        | Dänemark    | 16.-19.2.   | Dänemark    | Niederlande | England     | Deutschland | Frankreich  | Schweden    | Belgien     | Schweiz        |
| 2007      | Gouesnou          | Frankreich  | 15.-18.2.   | Dänemark    | England     | Niederlande | Deutschland | Frankreich  | Belgien     | Schweden    | Schweiz        |
| 2008      | Kerenzerberg      | Schweiz     | 21.-24.2.   | Dänemark    | Niederlande | Frankreich  | England     | Deutschland | Schweden    | Belgien     | Schweiz        |
| 2009      | Mechelen          | Belgien     | 19.-22.2.   | Dänemark    | Niederlande | England     | Frankreich  | Belgien     | Deutschland | Schweden    | Schweiz        |
| 2010      | Arnheim           | Niederlande | 18.-21.2    | Dänemark    | England     | Deutschland | Belgien     | Schweden    | Frankreich  | Niederlande | Schweiz        |
| 2011      | Milton Keynes     | England     | 17.-20.2.   | Dänemark    | England     | Schweden    | Frankreich  | Deutschland | Schweiz     | Belgien     | Niederlande    |
| 2012      | Berlin            | Deutschland | 16.-19.2.   | Dänemark    | England     | Frankreich  | Schweden    | Deutschland | Belgien     | Niederlande | Schweiz        |
| 2013      | Uppsala           | Schweden    | 21.-24.2.   | Frankreich  | Dänemark    | England     | Deutschland | Schweden    | Niederlande | Belgien     | Schweiz        |
| 2014      | Kolding           | Dänemark    | 20.-23.2.   | Dänemark    | Frankreich  | England     | Schweden    | Niederlande | Deutschland | Schweiz     | Belgien        |
| 2015      | Oradour-sur-Glane | Frankreich  | 19.-22.2    | Dänemark    | England     | Frankreich  | Schweden    | Deutschland | Belgien     | Schweiz     | Niederlande    |
| 2016      | St. Gallen        | Schweiz     | 3.-6.11.    | Dänemark    | Frankreich  | Deutschland | England     | Schweden    | Schweiz     | Niederlande | Belgien        |
| 2017 2024 | keine Daten       | keine Daten | keine Daten | keine Daten | keine Daten | keine Daten | keine Daten | keine Daten | keine Daten | keine Daten | keine Daten    |